# شذوذ بيترز
شذوذ بيترز هو اضطراب خلقي نادر يتميز بعتامة القرنية المركزية يمكن أن يسبب تشوهات مرتبطة في نمو الجسد مثل الشفة المشقوقة والحنك المشقوق وقصر القامة والأذنين غير الطبيعية والإعاقة الذهنية. العلاج الطبي الوحيد حاليا لشذوذ بيترز هو زراعة القرنية، ولكن هناك فرص كبيرة لفشل العملية. يعاني عدد كبير من مرضى شذوذ بيترز من الجلوكوما والساد وأمراض عينية أخرى.

## أنواعه
شذوذ بيترز المعروف أيضًا باسم التصاقات القزحية القرنية أو التصاقات القرنية القرنية، وهو اضطراب خلقي نادر في الجزء الأمامي من العين. سمي على اسم طبيب عيون ألماني يدعى ألفريد بيترز. يتميز بعتامة القرنية المركزية ذات الحجم المتغير مع وجود عيب مماثل في السدى الخلفي غشاء دسميه والبطانة وبدرجات متفاوتة من الضباب قد تترافق مع عتامة مركزية. في حالة شذوذ بيترز ، عادة ما تنشأ التصاقات القزحية القرنية من الترقوة وتلتصق بهامش عتامة القرنية.
يمكن أن يظهر هذا الالتصاق القزحي القرني على شكل خيوط رفيعة أو أشرطة سميكة أو صفائح مقوسة. في عام 1974 ، تاونسند وآخرون.

### سابقاً
صنف شذوذ بيترز سابقاً إلى ثلاثة أنواع:
1. النوع الأول يشمل القرنية وحدها ويظهر في شكل عتامة مركزية للقرنية.
2. النوع الثاني يقدم لمسة كورنيو عدسية وعتامة القرنية.
3. النوع الثالث لديه عتامة مركزية للقرنية مع خلل تكوين الأديم المتوسط.

### في الوقت الحاضر
في الوقت الحاضر يتم تصنيف شذوذ بيترز إلى نوعين:
1. النوع الأول (شذوذ بيترز الأول) لديه التصاق قزحي القرني مع عتامة القرنية. النوع الأول يشمل في الغالب عين واحدة. تختلف كثافة عتامة القرنية من خفيفة إلى شديدة مع وجود قرنية محيطية واضحة. في بعض الأحيان قد تكون الوذمة القرنية المحيطية أو التصلب موجودًا أيضًا. النوع الأول لديه عدد أقل من التشوهات العينية والجسدية مقارنة بالنوع الثاني.[12]
2. النوع الثاني (شذوذ بيترز بلس) اقتراح هذا المصطلح لأول مرة بواسطة فانسشونديلد ايت ال في عام 1984. ويصنف شذوذ بيترز بلس إذا ظهر مع تشوهات جسمانية مثل الشفة المشقوقة / الحنك ، قصر القامة ، الأذنين غير الطبيعية ، والإعاقة الذهنية ، ويترافق عادة مع متلازمة كراوس كيفلين.[13][14]

## الأسباب

### PAX6
يقع على الكروموسوم 11p13 ويشفر بروتين حمض أميني 422. ويساعد في تطوير أنسجة العين والجهاز العصبي المركزي. والطفرات في جين PAX6 تسبب تشوهات بصرية متعددة.

### FOXC1
يقع في الكروموسوم 6p25. والطفرات في جين FOXC1 تؤدي إلى عيوب في العين والقلب والسمع.

### PITX2
يقع على كروموسوم 4q25. والطفرات والحذف في جين PITX2 تسبب عيوب في العين والقلب والسمع.

### CYP1B1
يقع على كروموسوم 2p22.2. وحوالي 20٪ من حالات شذوذ بيترز ناتجة عن طفرة CYP1B1.

### TFAP2A
يقع في الكروموسوم 6p24.3. والطفرات في هذا الجين يسبب متلازمة الفروع القلبية الوجهية.

### COL6A3
يقع في الكروموسوم 2q37.3. والطفرات في هذا الجين يؤدي إلى الاحتفاظ بالبروتين الطافر في الشبكة الإندوبلازمية وتغيير الخلية للإجهاد التأكسدي.

### CHD2
يقع في الكروموسوم 15q26.1. ريشفر بروتين N-cadherin المسؤول عن التصاق الخلايا. ويتورط في تطوير ساق العدسة وبطانة القرنية المستقبلية.

### DOP1B
يقع في الكروموسوم 21q22. ويساعد في تفاعل البروتين والبروتين.

### B3GLCT
يقع على 13q12.3. ويحث على نقل الجلوكوز إلى الفوكوز المرتبط بـ O على تكرار الثرومبوسبوندين من النوع 1.
تحور هذا الجين يسبب متلازمة بيترز بلس .

#### جينات أخرى
تتسبب جينات أخرى في شذوذ بيترز تشمل PITX3 و FOXE3 و FLNA و HCCS و NDP و SLC4A11 و COL4A1.